# 傅雲欽
傅雲欽（1954年—），台灣律師、建國廣場負責人、台灣獨立的理論研究者及運動者。

## 簡歷
傅雲欽出生於台灣桃園縣（今桃園市），國立台灣大學法律學系畢業、法律研究所碩士班。1979年，他在中壢事件辯護律師張德銘的法律事務所擔任法律助理。1982年，在美麗島事件辯護律師江鵬堅等人合辦的「世紀法律事務所」擔任法律助理。1983年，公務人員高等考試及格。1987年，律師高等考試及格。曾任蘇建和案被告蘇建和在偵查階段及第一審的辯護律師。
1993年，台灣地下電台蔚為風潮時，傅雲欽參與創辦並在「全民電台」、「TNT寶島新聲廣播電台」、「綠色和平電台」等電台主持節目，「對抗大中國意識、發揚台灣本土文化和堅持台獨理念」，啟蒙臺灣意識。
1995年臺灣海峽飛彈危機期間，與林山田、葉國興、葉博文、卓榮德等人創立建國廣場（與建國會、建國黨不同，早於後二者），每星期六晚間在台北市政府大樓旁邊舉辦民眾講台宣揚台獨理念，連續一年多，共舉辦七十五場。1996年，建國廣場因原負責人林山田轉往參與建國黨的創立，傅雲欽接任建國廣場負責人。
1997年，民進黨的陳水扁任職台北市長期間，台北市政府配合台北市議會醞釀通過「台北市議員退職酬勞金給與辦法」的台北市議員「自肥條款」時，傅雲欽率領民眾抗議，蛋洗台北市政府大樓與台北市議會大樓，使自肥案不能成案。2000年總統選舉前，傅雲欽撰文表示，陳水扁平時不關心台獨運動，選前臨時虛情假意請求獨派團體支持，可說平時不燒香，臨時抱「獨腳」，早晚會露出「馬腳」。
2001年11月29日，以無黨籍身分參選立法委員的傅雲欽率領民眾到主張「一國兩制救台灣」的新黨立委候選人馮滬祥競選總部前抗議，當場宰殺道具豬公，調侃稱「一豬兩吃救台灣」。兩人均落選。
除了提供法律扶助、組織活動，傅雲欽也常發表文章或接受訪問以宣揚理念。

## 政論
關於台灣的現狀，傳統獨派認為台灣有自己的政府、土地、人民，不受中華人民共和國統治，所以已經是一個主權獨立的國家。但傅雲欽不同意這種看法。他認為，台灣在第二次世界大戰結束時，被日本宣佈放棄後，又被中國以歸併的意思（不只有受降的意思）佔有，而台灣人民本身也同意，台灣就已屬於中國。後來，中共政權（中華人民共和國政府）建立，國民黨政權（中華民國政府）撤守台灣，兩岸分區而治（一個國家，但有二個政府、二部憲法、二個國號、二面國旗），迄今未變（見《中華民國憲法》與《中華人民共和國憲法》）。台灣目前只是處於事實上（de facto）獨立的狀態，只有自決權，還沒有主權，因此不是一個國家。台灣必須宣佈獨立（國際公法上的一種行使自決權的法律行為），才能達成法理上（de jure）獨立、擁有主權、成為國家。他分析，《蒙特維多國家權利義務公約》第1條只提到國家的客觀要件，而沒有提到國家的主觀要件，導致很多人把欠缺主觀要件的「事實上國家」（de facto state）誤認為國家，所以欠缺主觀要件的台灣被傳統獨派誤認是一個國家。他把自己定位為獨派中的「脫中獨立派」，「脫中」即「脫離中國」之意。
傅雲欽說，強調「台灣自古不屬於中國」沒多大意義，因為台灣已於明鄭政權滅亡後歸屬中國，且在第二次世界大戰之後再度歸屬中國；提起「台灣自古不屬於中國」的歷史，改變不了現在台灣法理上屬於中國的事實。
傅雲欽特別強調，「宣佈獨立」是足以改變台灣法律地位，使台灣從非國家變成國家的舉措。其性質是變法革命，其效果是台灣現行法律體系中有關「台灣屬於中國」的條文（《中華民國憲法增修條文》的前言、第九條、第11條及《兩岸人民關係條例》等）失其效力，而中國變成外國。由此觀之，李登輝、陳水扁於擔任中華民國總統時，曾分別宣稱「兩岸是特殊的國與國關係」、「台灣、中國，一邊一國」，只是在陳述假想的事實或是表達理想、意願而已，並沒有變法革命、改變現狀的意思及效果，台灣的法律體系中有關「台灣屬於中國」條文仍繼續有效。而且，李登輝、陳水扁也都隨後立即否認自己在搞台獨，強調自己繼續捍衛中華民國的立場。可見上述李登輝、陳水扁的宣稱不是宣佈獨立。
傳統獨派認為，主張台灣屬於中國，是陷台灣於險境；傳統獨派甚至舉辦「台灣主權地位國際研討會」，主張台灣已經有主權，台灣在法理上已經不是中國的一部分。傅雲欽駁稱，認定台灣屬於中國，是陳述事實，不是表達意願；面對「台灣人民沒有自己的國家」的殘酷事實，才會激發台灣人民「建國保台」的心防；傳統獨派讓一般民眾誤以為台灣已經是國家，有主權保護，以致鬆懈於建國大業，這才是陷台灣於險境。傅雲欽批評，傳統獨派舉辦「台灣主權地位國際研討會」，還請來了外國學者專家與會，但此類研討會的本質只不過是「請一些外國和尚來給膽小的台灣傳統獨派灌迷湯」而已。何況，美國政府離職官員如費浩偉（Harvey Feldman）、白樂崎（Natale H. Bellocchi）、譚慎格（John J. Tracik, Jr.）等人，在職時都堅守一個中國政策，離開美國政府後才在陳水扁執政時宣稱台灣已經是國家。在傅雲欽看來，費浩偉之流所言是別有用心（安撫、哄騙陳水扁，以免他衝動宣佈獨立）；對於他們的言論，獨派只能「姑且聽之」，但不必感到高興，更不可輕信他們。
傅雲欽抨擊，傳統獨派為了在中華民國體制內撈選票、爭權奪利、吃香喝辣，刻意淡化台獨、迴避台獨，只敢公開主張民主、自由、人權等普世價值，不敢公開主張比這些普世價值更前衛的台獨（民進黨政客每年追思鄭南榕時，都只提到鄭南榕爭取言論自由、政治民主，而故意忽略鄭南榕的台獨理念，就是著例），長期累積的結果就是台獨前途渺茫；他說，這也證明：「⑴民主比台獨討人喜歡，台獨至今見不得人；連獨派本身都迴避，不願引以為榮。⑵傳統獨派說『台灣已獨立』，只是自欺欺人，他們的潛意識並不相信。」傳統獨派認為對岸經濟不發達、人民素質差、政治不民主是台獨的理由不得（差別說）。傅雲欽則認為縱使上述條件改善，也要台獨（自主說）。
傅雲欽對主張「台灣為美國屬地，一直由美國軍事佔領中」的「美屬論」非常反感。他說，「美屬論」者抓住《舊金山和約》等歷史文件中的隻字片語，作機械式的解讀、演繹，自以為「發現新大陸的新屬地」；其實，他們是瞎子摸象、以管窺天，忽視了其他歷史上重要的環節如中國的意思及作為、台灣人民的意思及作為，以及美國的意思及作為，其論述可說「閉門造車、異想天開、自摸自爽」而已，經不起考驗。
關於台獨的方法，傅雲欽認為，用民主的方法，充其量只能取得政權（如陳水扁執政八年），難以獨立建國。蓋民主的方法，如集會、討論、投票，是承平時期的制度；獨立建國則是驚天動地，戰雲密佈，甚至兵荒馬亂（中國人民解放軍的武力威脅）的非常狀態。除非有外力干涉（如聯合國維和部隊進駐），否則想用承平時期的公投或制憲，完成獨立建國的非常任務，簡直是緣木求魚。何況，「民不可與慮始，祇可與樂成」（出自《史記·商君列傳》）；一般大眾大多不願冒險犯難，只想坐享其成。加上，台灣人民長期被外來政權統治，養成奴性，唯命是從，不知「出頭天，作主人」為何物。因此，縱使舉辦台獨的公投或制憲，台灣人民也會因怯於承擔後果，而不敢投贊成票。另外，傅雲欽認為，公投不能防禦國家面臨的危難，國家面臨危難時應該做的事情是拿起武器備戰而非公投，所以「防禦性公投」是異想天開的想法。
參酌公元前359年中國的秦孝公、1804年法國的拿破崙、1868年日本的明治天皇、1933年德國的希特勒等人合法執政之後，變法革命的先例，關於台灣獨立的方法，傅雲欽提出獨特的見解，即「執政革命論」。此論的重點是：非常之功必待非常之人，台獨運動需要茂才異等的強人來領導。台獨強人領導台獨勢力，合法取得政權，掌握三軍之後，於適當的時機，出其不意，宣佈獨立，廢憲建國。宣佈獨立之際，為因應台灣內部舊勢力頑抗及中國人民解放軍的武力威脅的緊急狀態，可同時宣佈戒嚴。俟局勢穩定、危機解除之後，再解嚴，舉辦追認性的公投或新國家公職人員的大選。
傅雲欽堅信，只要台灣人民有不惜一戰的決心，中國不會因台獨而動武，因為：獨立不是對立，甚至對中國有利。中國沒有併吞台灣，只是少吃一塊肉而已。為了併吞台灣而動武，兩敗俱傷，中國也會失去一條腿。中國不可能為了吃一塊肉而失去一條腿。何況，美國一向堅持「台灣問題必須和平解決」，所謂「和平解決」就是：即使台獨，也反對中國動武。中國考慮到美國的立場，應會三思。
對陳水扁於其總統任內各項弊案（國務機要費案、扁家海外洗錢案等）發生後高唱台獨的行徑，傅雲欽嗤之以鼻。他認為，陳水扁是「不統不獨」、「可統可獨」的投機政客；他於弊案發生後高唱台獨，只不過把台獨當成工具在耍而已。他警告，如果繼續放任如陳水扁之流的投機政客耍弄台獨運動，台獨運動會被他們「帶衰」（台灣福佬話、客家話，「連累」之意）。他將那些盲目支持陳水扁的人稱為「扁蟲」，痛批：「扁蟲不滅，台獨無望。」
傅雲欽創用了一些有台獨意識的用語，如「中華民區總管」、「樂不思獨」、「我無奈生為中國人」、「台灣牛望台灣國對人彈琴」、「我爭故我在」、「求和不如備戰」、「一豬兩吃救台灣」、「敢哭敢跪，榮華富貴」、「選舉無師傅，用嘴騙就有」、「革命尚未成功，同志已在享受」、「含怒不投票」、「日久故鄉變他鄉」、「古今台外」、「哀莫大於心不死」、「客家病」等。

## 外部連結
- 傅雲欽的Facebook專頁
- 建國廣場之聲 （页面存档备份，存于）